# Красногорський (Асекеєвський район)
Красного́рський (рос. Красногорский) — селище у складі Асекеєвського району Оренбурзької області, Росія.

## Населення
Населення — 613 осіб (2010; 752 у 2002).
Національний склад (станом на 2002 рік):
- росіяни — 33 %